# Onthophagus basicruentatus
Onthophagus basicruentatus är en skalbaggsart som beskrevs av Goidanich 1926. Onthophagus basicruentatus ingår i släktet Onthophagus och familjen bladhorningar. Inga underarter finns listade i Catalogue of Life.